# Cementerio General de Santa Cruz
El Cementerio General de Santa Cruz es un cementerio público de la ciudad de Santa Cruz de la Sierra, Bolivia. Ubicado sobre la avenida Viedma (2do Anillo) y rodeado por las calles Arenales, Paitití y Salvatierra. Es uno de los cementerios de administración municipal.

## Historia
Fue creado durante la presidencia del Mariscal Andrés de Santa Cruz, según D.S. de 1826, el cual establece la implementación de cementerios en todo el territorio boliviano. Empezó a ser utilizado en 1834 y acoge la sepultura de Andrés Ibáñez, con fecha de 1877. Fue declarado Patrimonio en 2013.

## Características
El Cementerio General es el cementerio oficial más antiguo de la ciudad, donde actualmente existen cerca a 50 espacios entre regulados y de asentamiento espontáneo establecidos en la ciudad. El Cementerio general se destaca por acoger las sepulturas de las primeras familias cruceñas así como por la belleza de sus mausoleos, paseos y senderos.

### Mausoleos destacados
- Familia Saucedo, 1885

### Tumbas individuales
- Melchor Pinto Parada
- Andrés Ibáñez
- Noel Kempff Mercado
- “Roly” Aguilera
- Willy Bendeck
- Hugo Banzer Suárez
- “Camba Sota”

## Ritos funerarios y tanatoturismo
En el cementerio general se desarrollan diferentes festividades relacionadas con la muerte y las relaciones de los habitantes locales con la memoria de  los difuntos, algunas de ellas son: Fiesta de Todos los Santos
Es Cementerio también es escenario de paseos culturales y  espacio de desarrollo de diferentes expresiones de ritualidad de características sincréticas.